# O Inferno Sou Eu
O Inferno Sou Eu foi uma peça teatral da atriz e cantora Marisa Orth, estreada em 22 de janeiro de 2010 no Teatro Jaraguá, em Bela Vista, (término previsto, primeiramente, para 25 de abril de 2010; que acabou sendo prolongada até 7 de Novembro de 2010; mas as datas mudaram novamente duas vezes em seu site e vários concertos foram cancelados, e assim, prevista para terminar em 31 de outubro de 2010). Retrata a vida de Simone de Beauvoir, a filósofa esposa do também filósofo francês Jean-Paul Sartre.
Tem curadoria de Beto Amaral e Pedro Igor Alcântara, que comemoram o sucesso do filme "Insolação", um retrato de histórias de amores impossíveis.
Com texto de Juliana Rosenthal K., inspirado no período em que "Simone de Beauvoir" passou em Recife, convalescendo da tifo contraída na Amazônia.
É um momento em que a filósofa está especialmente mal-humorada, pois gostaria de voltar à França para reencontrar seu amante e vê seu marido encantar-se por Marta, dona da casa em que os dois se hospedaram em 1960 na capital de Pernambuco.
"Nunca imaginei interpretar Simone de Beauvoir. Tenho pouca experiência em fazer personagens reais. Simone não só é uma filósofa, mas é também uma artista. É uma personalidade muito controvertida, uma pessoa em aberto. Acho que Simone tinha toques de humor, mas de um humor cínico, irônico, cortante. Ela não é melodramática de jeito nenhum. Tem um mau humor engraçado" - explica Marisa Orth, contando que chorou ao assistir a primeira leitura dramática do texto.
Na peça, Simone ainda não estava curada de tifo, que contraíra na Amazônia. Eles se hospedam na casa de Marta, por quem Sartre se apaixona. Marta, então, contrata Dorinha para cuidar de Simone. "O que mais me atraiu na peça foi a qualidade do texto, que permite ir além da mera narrativa. Permite partir de uma personagem real, numa época determinada e saltar para uma reflexão sobre a condição da mulher... Não, não só da mulher: do ser humano de qualquer sexo em busca de um nível superior de consciência. Em busca da felicidade", afirma José Rubens Siqueira que completa: "É uma peça cheia de humor, mas profunda, compacta na busca de sentimentos e significados inconscientes, arquetípicos, sem deslizar para o psicológico".
Com muita sensibilidade, diálogos fluídos e ironia, a peça retrata um encontro improvável, mas transformador entre duas mulheres de realidades totalmente diferentes que irão se conhecer além das aparências. "Não há julgamentosdas atitudes ou ideias. O objetivo é que o público se identifique com as personagens e tirem suas próprias conclusões.", comenta Juliana Rosenthal K. que se inspira no fato real da vinda do casal mais famoso de filósofos do século XX para o Brasil para abrir o diálogo entre as diversas facetas de Simone de Beauvoir - o mito, a mulher, a amante, a professora – com a jovem admiradora e interessada estudante de Letras do Recife nos anos 60.
Além de resgatar um período de grande efervescência cultural no Brasil, O inferno sou eu resgata a memória desses importantes intelectuais franceses, ao discutir temas importantes e atemporais como os relacionamentos amorosos e o papel da mulher na sociedade. O resgate dessa época também se dará através do cenário de Isay Weinfeld e figurinos de Cássio Brasil. Iluminação de Guilherme Bonfanti. Design gráfico de Gringo Cárdia.
Para viver Dorinha, foi realizado teste com atrizes e Paula Weinfeld ganhou o papel pelo talento de imprimir veracidade nos diálogos e enfrentamentos de sua jovem sonhadora com a astúcia, inteligência e cultura de uma das mais conceituadas filósofas de todos os tempos, interpretada por Marisa Orth, "por inteiro", segundo José Rubens Siqueira.
Muito já foi dito e escrito sobre Simone de Beauvoir, e mesmo quase trinta anos após sua morte, as discussões sobre sua vida e obra continuam extremamente atuais.

## Datas
| Data                    | Cidade         | Estado              | Local                                                                          |
| ----------------------- | -------------- | ------------------- | ------------------------------------------------------------------------------ |
| Brasil                  |                |                     |                                                                                |
| 22 de Janeiro de 2010   | São Paulo      | São Paulo           | Teatro Jaraguá                                                                 |
| 23 de Janeiro de 2010   | São Paulo      | São Paulo           | Teatro Jaraguá                                                                 |
| 24 de Janeiro de 2010   | São Paulo      | São Paulo           | Teatro Jaraguá                                                                 |
| 29 de Janeiro de 2010   | São Paulo      | São Paulo           | Teatro Jaraguá                                                                 |
| 30 de Janeiro de 2010   | São Paulo      | São Paulo           | Teatro Jaraguá                                                                 |
| 31 de Janeiro de 2010   | São Paulo      | São Paulo           | Teatro Jaraguá                                                                 |
| 5 de Fevereiro de 2010  | São Paulo      | São Paulo           | Teatro Jaraguá                                                                 |
| 6 de Fevereiro de 2010  | São Paulo      | São Paulo           | Teatro Jaraguá                                                                 |
| 7 de Fevereiro de 2010  | São Paulo      | São Paulo           | Teatro Jaraguá                                                                 |
| 12 de Fevereiro de 2010 | São Paulo      | São Paulo           | Teatro Jaraguá                                                                 |
| 13 de Fevereiro de 2010 | São Paulo      | São Paulo           | Teatro Jaraguá                                                                 |
| 14 de Fevereiro de 2010 | São Paulo      | São Paulo           | Teatro Jaraguá                                                                 |
| 19 de Fevereiro de 2010 | São Paulo      | São Paulo           | Teatro Jaraguá                                                                 |
| 20 de Fevereiro de 2010 | São Paulo      | São Paulo           | Teatro Jaraguá                                                                 |
| 21 de Fevereiro de 2010 | São Paulo      | São Paulo           | Teatro Jaraguá                                                                 |
| 26 de Fevereiro de 2010 | São Paulo      | São Paulo           | Teatro Jaraguá                                                                 |
| 27 de Fevereiro de 2010 | São Paulo      | São Paulo           | Teatro Jaraguá                                                                 |
| 28 de Fevereiro de 2010 | São Paulo      | São Paulo           | Teatro Jaraguá                                                                 |
| 5 de Março de 2010      | São Paulo      | São Paulo           | Teatro Jaraguá                                                                 |
| 6 de Março de 2010      | São Paulo      | São Paulo           | Teatro Jaraguá                                                                 |
| 7 de Março de 2010      | São Paulo      | São Paulo           | Teatro Jaraguá                                                                 |
| 12 de Março de 2010     | São Paulo      | São Paulo           | Teatro Jaraguá                                                                 |
| 13 de Março de 2010     | São Paulo      | São Paulo           | Teatro Jaraguá                                                                 |
| 14 de Março de 2010     | São Paulo      | São Paulo           | Teatro Jaraguá                                                                 |
| 19 de Março de 2010     | São Paulo      | São Paulo           | Teatro Jaraguá                                                                 |
| 20 de Março de 2010     | São Paulo      | São Paulo           | Teatro Jaraguá                                                                 |
| 21 de Março de 2010     | São Paulo      | São Paulo           | Teatro Jaraguá                                                                 |
| 26 de Março de 2010     | São Paulo      | São Paulo           | Teatro Jaraguá                                                                 |
| 27 de Março de 2010     | São Paulo      | São Paulo           | Teatro Jaraguá                                                                 |
| 28 de Março de 2010     | São Paulo      | São Paulo           | Teatro Jaraguá                                                                 |
| 2 de Abril de 2010      | São Paulo      | São Paulo           | Teatro Jaraguá                                                                 |
| 3 de Abril de 2010      | São Paulo      | São Paulo           | Teatro Jaraguá                                                                 |
| 4 de Abril de 2010      | São Paulo      | São Paulo           | Teatro Jaraguá                                                                 |
| 9 de Abril de 2010      | São Paulo      | São Paulo           | Teatro Jaraguá                                                                 |
| 10 de Abril de 2010     | São Paulo      | São Paulo           | Teatro Jaraguá                                                                 |
| 11 de Abril de 2010     | São Paulo      | São Paulo           | Teatro Jaraguá                                                                 |
| 16 de Abril de 2010     | São Paulo      | São Paulo           | Teatro Jaraguá                                                                 |
| 17 de Abril de 2010     | São Paulo      | São Paulo           | Teatro Jaraguá                                                                 |
| 18 de Abril de 2010     | São Paulo      | São Paulo           | Teatro Jaraguá                                                                 |
| 23 de Abril de 2010     | São Paulo      | São Paulo           | Teatro Jaraguá                                                                 |
| 24 de Abril de 2010     | São Paulo      | São Paulo           | Teatro Jaraguá                                                                 |
| 25 de Abril de 2010     | São Paulo      | São Paulo           | Teatro Jaraguá                                                                 |
| 30 de Abril de 2010     | São Paulo      | São Paulo           | Teatro Jaraguá                                                                 |
| 1º de Maio de 2010      | São Paulo      | São Paulo           | Teatro Jaraguá                                                                 |
| 2 de Maio de 2010       | São Paulo      | São Paulo           | Teatro Jaraguá                                                                 |
| 7 de Maio de 2010       | São Paulo      | São Paulo           | Teatro Jaraguá                                                                 |
| 8 de Maio de 2010       | São Paulo      | São Paulo           | Teatro Jaraguá                                                                 |
| 9 de Maio de 2010       | São Paulo      | São Paulo           | Teatro Jaraguá                                                                 |
| 14 de Maio de 2010      | São Paulo      | São Paulo           | Teatro Jaraguá                                                                 |
| 15 de Maio de 2010      | São Paulo      | São Paulo           | Teatro Jaraguá                                                                 |
| 16 de Maio de 2010      | São Paulo      | São Paulo           | Teatro Jaraguá                                                                 |
| 22 de Maio de 2010      | Recife         | Pernambuco          | Teatro de Santa Isabel (Comemoração do 160 aniversário do Teatro Santa Isabel) |
| 23 de Maio de 2010      | Recife         | Pernambuco          | Teatro de Santa Isabel (Comemoração do 160 aniversário do Teatro Santa Isabel) |
| 6 de Agosto de 2010     | Salvador       | Bahia               | Fred Soares                                                                    |
| 7 de Agosto de 2010     | Salvador       | Bahia               | Fred Soares                                                                    |
| 8 de Agosto de 2010     | Salvador       | Bahia               | Fred Soares                                                                    |
| 14 de Agosto de 2010    | Jundiaí        | São Paulo           | Thonny Piassa                                                                  |
| 3 de Setembro de 2010   | Natal          | Rio Grande do Norte | Amaury Junior                                                                  |
| 4 de Setembro de 2010   | Natal          | Rio Grande do Norte | Amaury Junior                                                                  |
| 5 de Setembro de 2010   | Natal          | Rio Grande do Norte | Amaury Junior                                                                  |
| 11 de Setembro de 2010  | Taubaté        | São Paulo           | Marquinhos AT Produções                                                        |
| 12 de Setembro de 2010  | Taubaté        | São Paulo           | Marquinhos AT Produções                                                        |
| 25 de Setembro de 2010  | Curitiba       | Paraná              | Jô Oliveira                                                                    |
| 26 de Setembro de 2010  | Curitiba       | Paraná              | Jô Oliveira                                                                    |
| 30 de Setembro de 2010  | Rio de Janeiro | Rio de Janeiro      | Teatro Poeira                                                                  |
| 1º de Outubro de 2010   | Rio de Janeiro | Rio de Janeiro      | Teatro Poeira                                                                  |
| 2 de Outubro de 2010    | Rio de Janeiro | Rio de Janeiro      | Teatro Poeira                                                                  |
| 3 de Outubro de 2010    | Rio de Janeiro | Rio de Janeiro      | Teatro Poeira                                                                  |
| 7 de Outubro de 2010    | Rio de Janeiro | Rio de Janeiro      | Teatro Poeira                                                                  |
| 8 de Outubro de 2010    | Rio de Janeiro | Rio de Janeiro      | Teatro Poeira                                                                  |
| 9 de Outubro de 2010    | Rio de Janeiro | Rio de Janeiro      | Teatro Poeira                                                                  |
| 10 de Outubro de 2010   | Rio de Janeiro | Rio de Janeiro      | Teatro Poeira                                                                  |
| 14 de Outubro de 2010   | Rio de Janeiro | Rio de Janeiro      | Teatro Poeira                                                                  |
| 15 de Outubro de 2010   | Rio de Janeiro | Rio de Janeiro      | Teatro Poeira                                                                  |
| 16 de Outubro de 2010   | Rio de Janeiro | Rio de Janeiro      | Teatro Poeira                                                                  |
| 17 de Outubro de 2010   | Rio de Janeiro | Rio de Janeiro      | Teatro Poeira                                                                  |
| 21 de Outubro de 2010   | Rio de Janeiro | Rio de Janeiro      | Teatro Poeira                                                                  |
| 22 de Outubro de 2010   | Rio de Janeiro | Rio de Janeiro      | Teatro Poeira                                                                  |
| 23 de Outubro de 2010   | Rio de Janeiro | Rio de Janeiro      | Teatro Poeira                                                                  |
| 24 de Outubro de 2010   | Rio de Janeiro | Rio de Janeiro      | Teatro Poeira                                                                  |
| 28 de Outubro de 2010   | Rio de Janeiro | Rio de Janeiro      | Teatro Poeira                                                                  |
| 29 de Outubro de 2010   | Rio de Janeiro | Rio de Janeiro      | Teatro Poeira                                                                  |
| 30 de Outubro de 2010   | Rio de Janeiro | Rio de Janeiro      | Teatro Poeira                                                                  |
| 31 de Outubro de 2010   | Rio de Janeiro | Rio de Janeiro      | Teatro Poeira                                                                  |
| Encerrada               |                |                     |                                                                                |

### Cancelados
| Data                    | Cidade    | Estado    | Local                     |
| ----------------------- | --------- | --------- | ------------------------- |
| Brasil                  |           |           |                           |
| 26 de Fevereiro de 2011 | Guarulhos | São Paulo | Teatro Adamastor (Centro) |
| 27 de Fevereiro de 2011 | Guarulhos | São Paulo | Teatro Adamastor (Centro) |